# Вангчук, Дорджи
Дорджи Вангчук (родился в 1967 в Восточном Бутане) — профессор тибетологии и буддологии на кафедре индийских и тибетских исследований Университета Гамбурга.

## Биография
Родился в 1967 году в Восточном Бутане. Учился с 1987 по 1997 годы в традиции Пельюль (Pelyül) школы тибетского буддизма Ньингма. После завершения изучения тибетского буддизма изучал классическую индологию в Институте высших буддийских исследований в Байлакупе (Майсур). Затем изучал тибетологию в Гамбургском университете, где написал свою докторскую диссертацию на тему «Изучение бодхичитты в концепции индо-тибетского буддизма» и получил докторскую степень в том же университете в 2005 году.
В период с 1992 по 1996 год преподавал для буддийских монахов и монахинь в монашеских семинариях Индии. С 1998 года преподает и занимается исследованиями в университете Гамбурга. Он также читает лекции в Университете Копенгагена, Университете Макгилла и Китайском народном университете.
В настоящее время он является профессором тибетологии на кафедре индийских и тибетских исследований Азиатско-Африканского института Гамбургского университета. Он также является основателем и директором Центра тибетской буддийской текстологии (KC-TBTS), научно-исследовательского центра в рамках Департамента индийских и тибетских исследований  Азиатско-Африканского-института Гамбургского университета. Основным объектом его изучения являются тибетско-буддийская философия, история Тибета, интеллектуальная, литературная и текстуальная культура Тибета. В настоящее время он занимается изучением Йогачары и вопросами идентичности, превосходства и подлинности Виджняптиматры.